# 霍尔多夫 (下萨克森州)
霍尔多夫是德国下萨克森州的一个市镇。总面积54.92平方公里，总人口6555人，其中男性3343人，女性3212人（2011年12月31日），人口密度119人/平方公里。